# Nina Grebechkova
Pour les articles homonymes, voir Grebechkova.
Nina Pavlovna Grebechkova (en russe : Нина Павловна Гребешкова ; ISO 9 : Nina Pavlovna Grebeškova), née le 29 novembre 1930 à Moscou (Union soviétique) et morte dans la même ville le 10 mai 2025, est une actrice soviétique puis russe.
Veuve du réalisateur russe Leonid Gaïdaï, elle a joué dans de nombreux films de son époux, dont les plus connus sont La Prisonnière du Caucase, ou les nouvelles aventures de Chourik (Кавказская пленница, или Новые приключения Шурика) en 1966 et Le Bras de diamant (Бриллиа́нтовая рука) en 1968.

## Filmographie partielle
- 1951 : L'Honneur sportif (Sportivnaya tchest)
- 1953 : L'Honneur du camarade
- 1954 : Dévotion (Ispytanie vernosti)
- 1959 : Une fille cherche son père (Devotchka ichtchet otsa)
- 1959 : Moumou (Муму) de Evgueni Teterine (ru) et Anatoli Bobrovski (ru) : Tatiana
- 1960 : Trois fois ressuscité  (Trijdy voskreschy)
- 1960 : Normandie-Niémen
- 1963 : Appelons le feu pour nous (Vyzyvaem ogon na sebya) (feuilleton TV)
- 1964 : Le Conte du temps perdu (Сказка о потерянном времени, Skazka o poteriannom vremeni) d'Alexandre Ptouchko ; l'institutrice
- 1964 : Les Aventures de Tolia Klioukvine (Priklioutchenia Toli Klioukvina)
- 1966 : La Prisonnière du Caucase, ou Les Nouvelles aventures de Chourik (Kavkazskaya plennitsa, ili Novye priklioutcheniya Chourika) :  docteur
- 1968 : Le Bras de diamant (Brilliantovaïa rouka) : Nadejda Gorbounkova
- 1968 : Nous vivrons jusqu'à lundi (Dojiviom do ponedelnika) de Stanislav Rostotski
- 1971 : Les Douze Chaises (12 stoulyev) de Leonid Gaïdaï : Musik / la tsarine Tamara
- 1975 : C'est impossible (Не может быть!) de Leonid Gaïdaï : Anna (épisode Crime et châtiment)
- 1976 : Les Journées du chirurgien Michkine (Dni khirourga Michkina) (feuilleton TV) : l'infirmière Natacha
- 1977 : Harmonie : Baranova
- 1978 : Vivez dans la joie (Jivite v radosti)
- 1980 : À la recherche d'allumettes (Za spitchkami) : la femme d'Hyvärinen
- 1982 : Sportloto-82 : la femme de ménage
- 1982 : Les larmes coulaient (Слёзы капали) de Gueorgui Danielia : Galkina
- 1985 : Dangereux pour votre vie! (Opasno dlia jizni!)
- 1988 : Le Français (Frantsouz)
- 1990 : Le Détective privé, ou Opération Coopération (Tchastny detektiv, ili operatsia Kooperatsia) : Anna Petrovna
- 1993 : Nastia (Настя) de Gueorgui Danielia : secrétaire de Teterine
- 1995 : Pile et face (Oriol i rechka) de Gueorgui Danielia : une malade à l'hôpital
- 2001 : L'Admirateur : la fausse grand-mère
- 2001 : Lavina : la belle-mère de Messiatsev
- 2002 : Les Médecins (série TV) : Inessa Andreïevna
- 2003 : La Romance de chemin de fer (TV) :La mère de Véra